# Powiat Görlitz
Powiat Görlitz (niem. Landkreis Görlitz, górnołuż. Wokrjes Zhorjelc) – powiat w niemieckim kraju związkowym Saksonia. Siedzibą powiatu jest miasto Görlitz. 
Najbardziej na wschód położony powiat Saksonii i Niemiec. Na wschodzie powiat Görlitz graniczy z polskimi powiatami żarskim (Województwo lubuskie) i zgorzeleckim (Województwo dolnośląskie), na południu z czeskimi krajami libereckim i usteckim, na zachodzie z powiatem Budziszyn, a na północy z brandenburskim powiatem Spree-Neiße.
Powiat Görlitz położony jest w następujących regionach: Łużyckie Zagłębie Węglowe, Łuk Mużakowa, Płaskowyż Budziszyński, Pogórze Wschodniołużyckie, Obniżenie Żytawsko-Zgorzeleckie, Pogórze Łużyckie oraz Góry Łużyckie z najwyższym szczytem, Luž (niem. Lausche, 793 m n.p.m.)

## Historia
Powiat został utworzony 1 sierpnia 2008 w związku z reformą administracyjną w Saksonii. W jego skład wchodzi dawne miasto na prawach powiatu Görlitz oraz powiaty Löbau-Zittau i Niederschlesischer Oberlausitzkreis. Do 29 lutego 2012 należał do okręgu administracyjnego Drezno.
Obszar powiatu obejmuje tereny historycznych Górnych Łużyc.

## Podział administracyjny
W skład powiatu Görlitz wchodzi:
- 14 miast (Stadt)
- 39 gmin (Gemeinde)
- dwanaście wspólnot administracyjnych (Verwaltungsgemeinschaft)
- dwa związki gmin (Verwaltungsverband)

| Lp. | Nazwa miasta                                            | Ludność (2022) | Powierzchnia km² |
| --- | ------------------------------------------------------- | -------------- | ---------------- |
| 1   | Bernstadt auf dem Eigen                                 | 3 181          | 52,00            |
| 2   | Biała Woda (niem. Weißwasser/O.L., górnołuż. Běła Woda) | 15 348         | 63,43            |
| 3   | Ebersbach-Neugersdorf                                   | 11 201         | 20,45            |
| 4   | Görlitz (górnołuż. Zhorjelc)                            | 54 664         | 67,52            |
| 5   | Herrnhut                                                | 5 776          | 74,13            |
| 6   | Löbau                                                   | 14 639         | 78,90            |
| 7   | Mużaków (niem. Bad Muskau, górnołuż. Mužakow)           | 3 623          | 15,38            |
| 8   | Neusalza-Spremberg                                      | 3 173          | 22,91            |
| 9   | Niska (niem. Niesky)                                    | 9 094          | 53,82            |
| 10  | Ostritz                                                 | 2 219          | 23,48            |
| 11  | Reichenbach/O.L.                                        | 4 704          | 62,64            |
| 12  | Rothenburg/O.L.                                         | 4 167          | 72,40            |
| 13  | Seifhennersdorf                                         | 3 606          | 19,12            |
| 14  | Żytawa (niem. Zittau)                                   | 25 585         | 66,75            |

| Lp. | Nazwa gminy                                       | Ludność (2022) | Powierzchnia km² |
| --- | ------------------------------------------------- | -------------- | ---------------- |
| 1   | Beiersdorf                                        | 1 089          | 6,45             |
| 2   | Bertsdorf-Hörnitz                                 | 2 020          | 18,00            |
| 3   | Boxberg/O.L. (górnołuż. Hamor)                    | 4 253          | 217,67           |
| 4   | Dürrhennersdorf                                   | 865            | 10,71            |
| 5   | Gablenz (górnołuż. Jabłońc)                       | 1 565          | 14,74            |
| 6   | Groß Düben (górnołuż. Dźěwin)                     | 1 055          | 15,07            |
| 7   | Großschönau                                       | 5 234          | 23,82            |
| 8   | Großschweidnitz (górnołuż. Swóńca)                | 1 262          | 7,47             |
| 9   | Hähnichen                                         | 1 202          | 49,77            |
| 10  | Hainewalde                                        | 1 524          | 12,96            |
| 11  | Hohendubrau (górnołuż. Wysoka Dubrawa)            | 1 836          | 45,54            |
| 12  | Horka                                             | 1 554          | 41,01            |
| 13  | Jonsdorf                                          | 1 482          | 9,03             |
| 14  | Kodersdorf                                        | 2 297          | 42,54            |
| 15  | Kottmar                                           | 7 061          | 47,34            |
| 16  | Königshain                                        | 1 137          | 19,58            |
| 17  | Krauschwitz (górnołuż. Krušwica)                  | 3 265          | 106,83           |
| 18  | Kreba-Neudorf (górnołuż. Chrjebja-Nowa Wjes)      | 847            | 31,65            |
| 19  | Lawalde                                           | 1 789          | 14,55            |
| 20  | Leutersdorf                                       | 3 456          | 17,08            |
| 21  | Markersdorf                                       | 3 774          | 62,54            |
| 22  | Mittelherwigsdorf                                 | 3 506          | 36,45            |
| 23  | Mücka (górnołuż. Mikow)                           | 947            | 24,35            |
| 24  | Neißeaue                                          | 1 622          | 47,37            |
| 25  | Oderwitz                                          | 4 764          | 35,91            |
| 26  | Olbersdorf                                        | 4 503          | 15,16            |
| 27  | Oppach                                            | 2 253          | 8,00             |
| 28  | Oybin                                             | 1 309          | 18,28            |
| 29  | Quitzdorf am See (górnołuż. Kwětanecy při jězoru) | 1 220          | 36,34            |
| 30  | Rietschen (górnołuż. Rěčicy)                      | 2 459          | 73,19            |
| 31  | Rosenbach                                         | 1 538          | 23,56            |
| 32  | Schleife (górnołuż. Slepo)                        | 2 496          | 42,00            |
| 33  | Schönau-Berzdorf a. d. Eigen                      | 1 460          | 27,82            |
| 34  | Schönbach                                         | 1 073          | 9,10             |
| 35  | Schöpstal                                         | 2 338          | 29,73            |
| 36  | Trebendorf (górnołuż. Trjebin)                    | 769            | 32,05            |
| 37  | Vierkirchen                                       | 1 664          | 35,41            |
| 38  | Waldhufen                                         | 2 345          | 58,76            |
| 39  | Weißkeißel (górnołuż. Wuskidź)                    | 1 201          | 50,68            |

| Lp. | Nazwa wspólnoty administracyjnej   | Ludność (2022) | Powierzchnia km² | Liczba gmin |
| --- | ---------------------------------- | -------------- | ---------------- | ----------- |
| 1   | Bernstadt/Schönau-Berzdorf         | 4 641          | 79,82            | 2           |
| 2   | Biała Woda (niem. Weißwasser/O.L.) | 16 549         | 114,11           | 2           |
| 3   | Großschönau-Hainewalde             | 6 758          | 36,78            | 2           |
| 4   | Löbau                              | 19 228         | 124,48           | 4           |
| 5   | Mużaków (niem. Bad Muskau)         | 5 188          | 30,12            | 2           |
| 6   | Neusalza-Spremberg                 | 5 111          | 42,72            | 3           |
| 7   | Olbersdorf                         | 9 314          | 60,47            | 4           |
| 8   | Oppach-Beiersdorf                  | 3 342          | 14,45            | 2           |
| 9   | Reichenbach/O.L.                   | 7 505          | 117,63           | 3           |
| 10  | Rietschen                          | 3 306          | 104,84           | 2           |
| 11  | Rothenburg/O.L.                    | 5 369          | 122,17           | 2           |
| 12  | Schleife                           | 4 320          | 89,12            | 3           |

Związki gmin:
| Lp. | Nazwa związku gmin  | Ludność (2022) | Powierzchnia km² | Liczba gmin |
| --- | ------------------- | -------------- | ---------------- | ----------- |
| 1   | Diehsa              | 6 348          | 154,99           | 4           |
| 2   | Weißer Schöps/Neiße | 7 811          | 150,65           | 4           |

### Zmiany administracyjne
- 1 stycznia 2014
  - przyłączenie gminy Sohland am Rotstein do miasta Reichenbach/O.L.

## Współpraca
- Polska: Powiat lubański
- Polska: Powiat żarski
- Badenia-Wirtembergia: Powiat Göppingen
- Badenia-Wirtembergia: Powiat Neckar-Odenwald
- Bawaria: Powiat Neustadt an der Waldnaab
- Bawaria: Powiat Schwandorf
- Czechy: Powiat Semily
- Ukraina: Rejon wyszogrodzki
- Euroregion Nysa